# Іван (Стах)
Іван Стах (5 липня 1918, Сент-Клер — 29 червня 1972) — церковний діяч у США, єпископ-помічник Філадельфійської архієпархії УГКЦ і титулярний єпископ Перґамуму.

## Життєпис
Народився 5 липня 1918 року в родині вуглекопа у Сент-Клері штат Пенсільванія.
Висвячений на священника 1943, у 1946–1952 роках за дорученням єпископа Костянтина Богачевського стає представником української секції Українського Католицького Допомогового Комітету в Стемфорді для допомоги й опіки над українськими скитальцями в Європі з осідком у Мюнхені.
У 1952–1968 — канцлер Стемфордського екзархату (згодом єпархії); 1971 року призначений титулярним єпископом Перґамуму і помічником філадельфійського митрополита Амвросія Сенишина.